# 郭行餘
郭行餘（8世纪—835年），唐朝官员。
唐宪宗元和年间，登进士第。路途遇到京兆尹刘栖楚，没有避道，刘栖楚把他抓起来，郭行餘移书论辩，刘栖楚不能应对。后来官至京兆少尹。唐文宗太和初年，官至楚州刺史。太和五年，转任汝州刺史，兼御史中丞。九月，入为大理卿。李训在东都时，与郭行餘亲善。郭行餘多次资助李训，这时官至九卿。十一月，李训谋去宦官，令郭行餘募兵，任命他为邠宁节度使。甘露之变，李训败亡，郭行餘被族诛。

## 延伸阅读
[在维基数据编辑]
 在维基文库阅读此作者作品
 《舊唐書/卷169》，出自刘昫《舊唐書》